# وادي القلع
وادي القلع هي قرية جبلية تابعة لمدينة جبلة في محافظة اللاذقية سورية الفيحاء، تتميز بينابيعها الباردة وشلالها الرائع وجبالها الحرشية وقلعتها الأثرية (قلعة المينقة) وغاباتها... تتبع إداريا ناحية الدالية... تبعد عن جبلة حوالي 26 كم وترتفع حوالي 700 م عن سطح البحر... ورغم أنها تعد من القرى البعيدة نسبيا في محافظة اللاذقية فإن نسبة المتعلمين من أبنائها تعد نسبة مرتفعة، والقرية متصلة بقرية المشتية ومتداخلة معها...
جمال طبيعة يبهر الاعين ويسحرها وشلالها وينابيعها الطبيعية الباردة التي تنساب بين الصخور تشعرك بشعور وحلم خاص وتأخذك إلى عالم خاص، من هذه الينابيع نبع أستير وونبع العين البعيدة وغيرها.

## السياحة
عندما تزورها لأول مرة ستبهرك إطلالتها عليك من خلف الجبال حيث تظهر قرية وادي القلع وقرية المشتية وقد تقاسمتا تلتين خضراوتين متجاورتين بين جبال عالية تحيط بهما.
وادي القلع قرية سياحية بامتياز طبيعة ساحرة ومناخ جميل وهناك العديد من الاستراحات والمطاعم ذات الإطلالات الرائعة خاصة في منطقة الشلال.... تزورها مجموعات سياحية بأستمرار ويمكن رؤية البحر من القلعة والمناطق المرتفعة التي تكسوها أحراش جميلة الغابات السورية وتتخذ فيها الصخور أشكالا رائعة الجمال.